# Bulbophyllum cornutum
Bulbophyllum cornutum é uma espécie de orquídea (família Orchidaceae) pertencente ao gênero Bulbophyllum. Foi descrita por Carl Ludwig Blume e Heinrich Gustav Reichenbach em 1861.